# R.C. Leprotto
Il Leprotto è un piccolo trattore agricolo che veniva prodotto agli inizi degli anni cinquanta dall'azienda Raimondi di Casinalbo.
Veniva utilizzato per trainare i vagoncini nelle celle delle fornaci in sostituzione dei muli.

## Storia

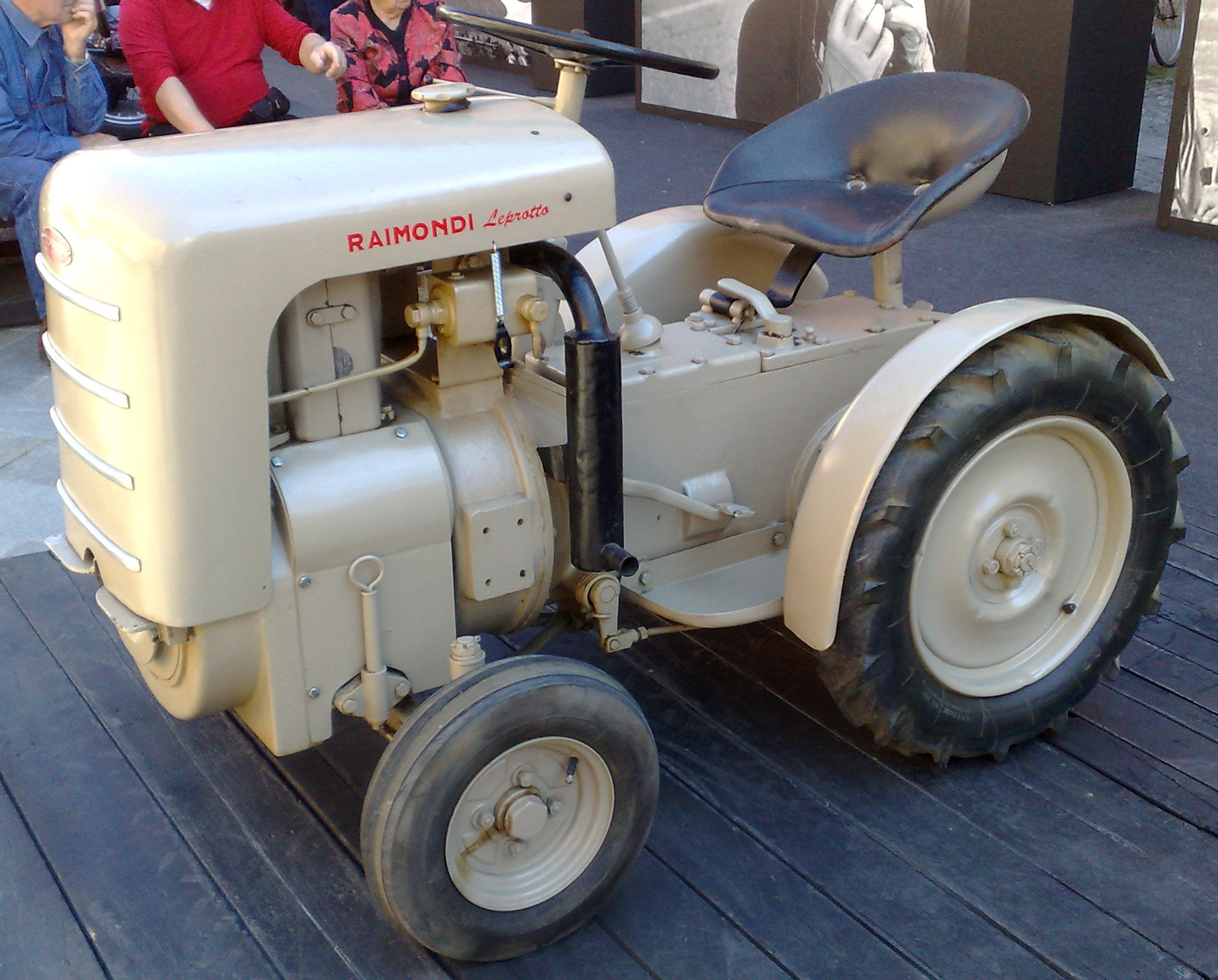
Il Raimondi Leprotto

Questo veicolo fu realizzato su richiesta di un certo Messori, proprietario di una fornace a Carpi; la progettazione e la costruzione furono effettuate direttamente presso la R.C. con la collaborazione dell'ingegnere Gorini che lavorava presso la FIAT.
Quando Messori e Gorini si accorsero del successo che stava riscontrando il Leprotto, proposero a Romeo Raimondi di incrementare la produzione, dagli inizialmente previsti 50-100 esemplari annui, a 500 unità. Tuttavia ciò avrebbe stravolto l'assetto aziendale della R.C., perciò Raimondi si rifiutò temendo di non riuscire più a continuare la produzione dell'intera vasta gamma di motori marini, agricoli ed industriali per la quale la R.C. era famosa.
Si fece allora avanti Ageo Bergamini, un altro dipendente della FIAT, che si accollò l'onere di realizzare il Leprotto in numero considerevole. Raimondi gli cedette modelli e disegni e gli fornì i motori Diesel da 500 cm3 dalla potenza di 4 cv raffreddati ad aria (8-10 alla settimana); a Ageo Bergamini spettava invece la costruzione dei telai, degli ingranaggi e di provvedere all'assemblaggio.

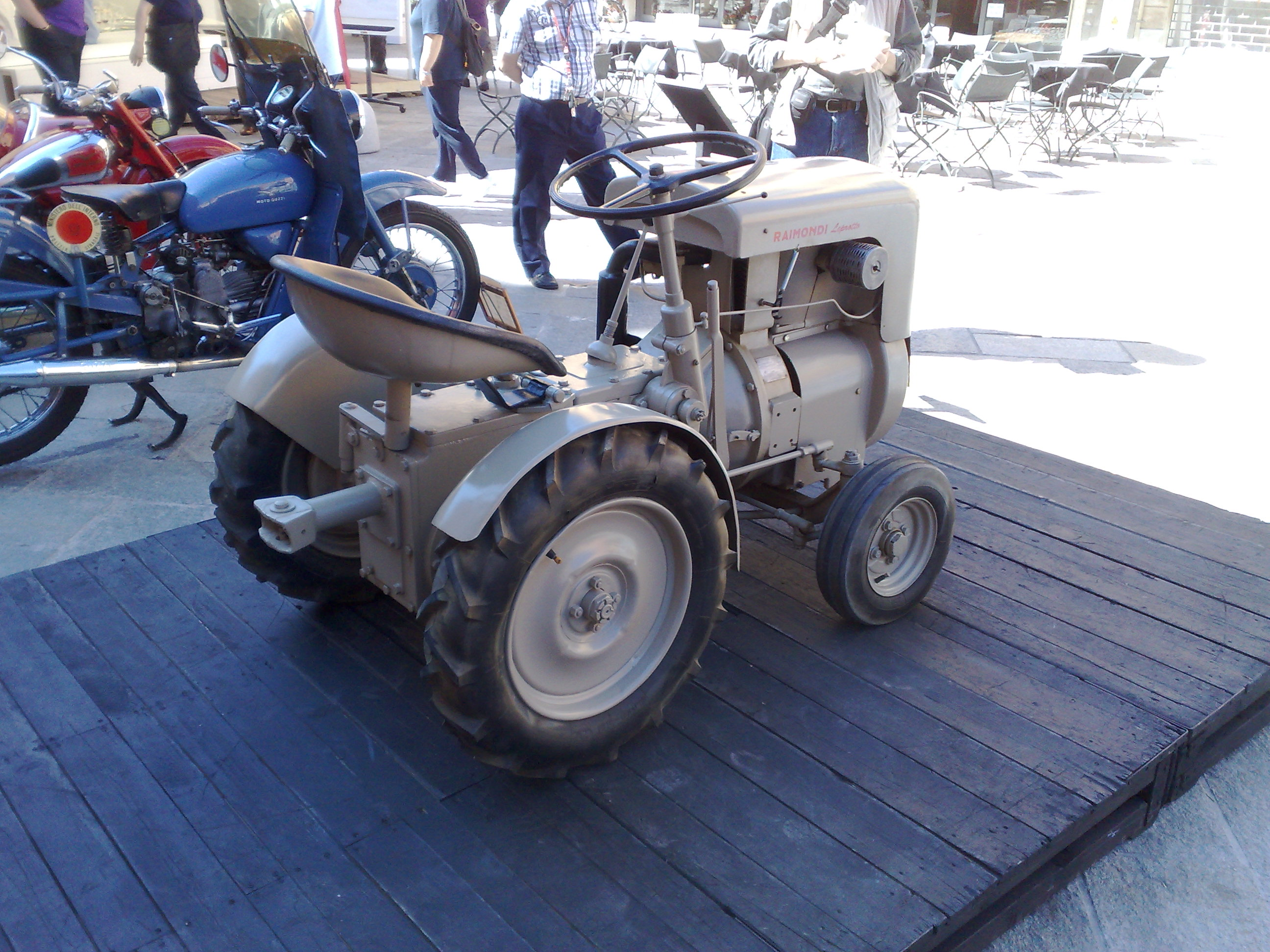
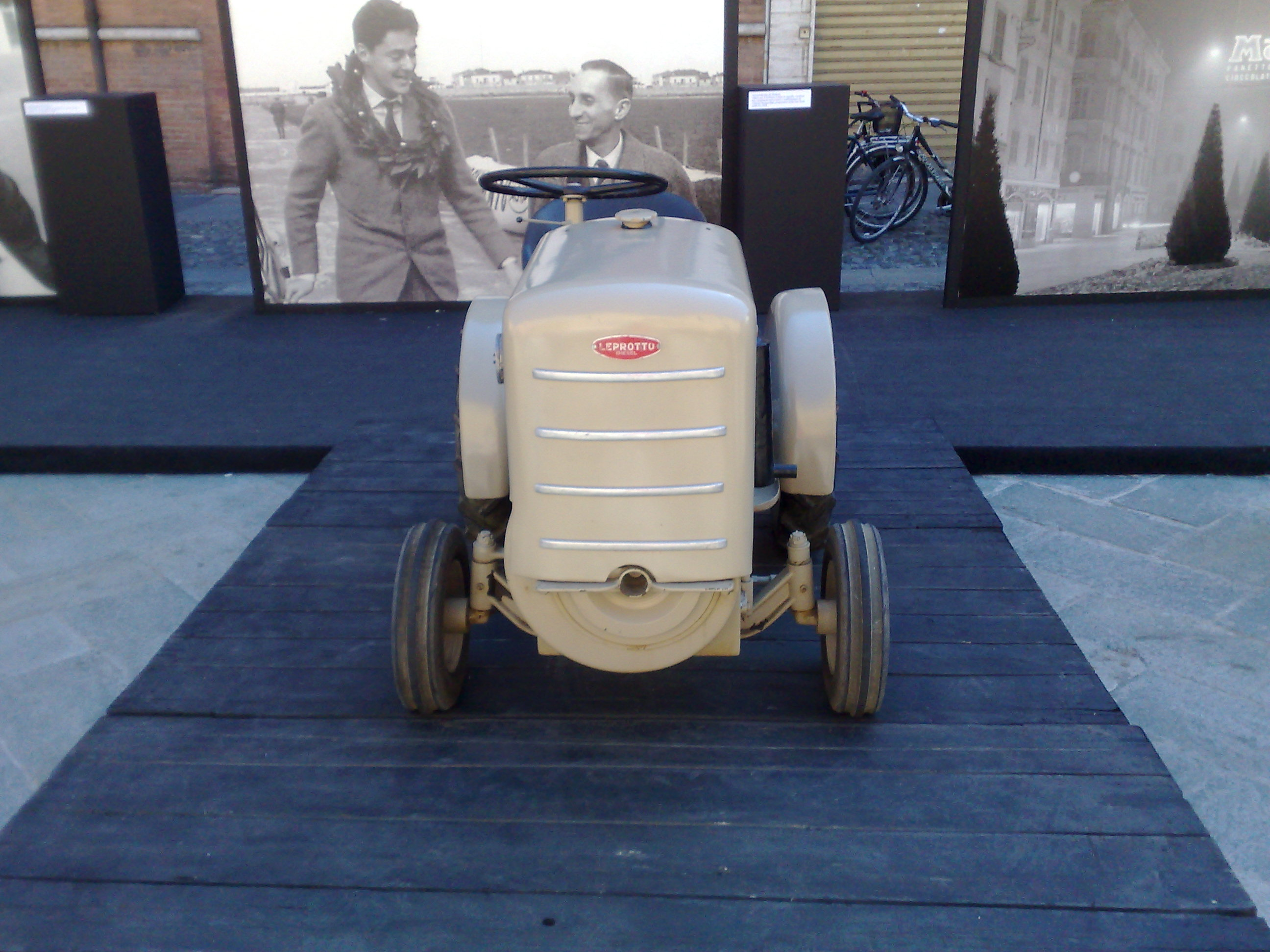